# Aqualung (musicista)
Aqualung, pseudonimo di Matt Hales (Southampton, 17 gennaio 1972), è un cantautore e produttore discografico inglese.

## Biografia

### Primi anni
Cresciuto a Southampton, dove i suoi genitori gestivano un negozio di dischi indipendente, sin da giovane aspirava a diventare un musicista, iniziando a scrivere canzoni per pianoforte all'età di 4 anni. Nel 1988 ricevette un'onorificenza scolastica per le sue composizioni presso il Winchester College. Nell'anno seguente scrisse la sua prima sinfonia, intitolata Life Cycle, e fondò il suo primo gruppo musicale, che nel tempo cambiò diversi nomi. Nella primavera del 1990, la band (conosciuta allora come "Mecano Pig") produsse l'album di debutto, ma si sciolse poco dopo. Nello stesso anno, Hales si trasferì a Londra per studiare musica alla City University e, nel 1992, formò un nuovo gruppo chiamato Gravel Monsters, assieme a suo fratello Ben.

### RUTH/the 45s
I Gravel Monsters erano un quartetto composto da Matt e Ben Hales, Matt Vincent-Brown e Stephen Cousins. Il nome della band cambiò presto in "RUTH" e pubblicò, nel 1997, un singolo di discreto successo: I Don't Know, che fece loro guadagnare un discreto numero di fan. Nondimeno, nei suoi primi sette anni di vita il gruppo non riuscì mai a riscuotere un gran successo commerciale. Nel 1999 la ARC Music pubblicò il loro album di debutto, Harrison. Nell'estate del 2000, dopo che il gruppo si separò dalla Arc Records, cambiarono nome in "the 45s" e firmarono un breve contratto con la Mercury Records. Tuttavia, malgrado ebbero pubblicato due singoli di successo, nel marzo del 2002 l'etichetta declinò il rinnovo del contratto con i 45s, motivo per cui il gruppo si sciolse. A questo punto, Matt iniziò la sua carriera da solista sotto il nome di "Aqualung".

### Carriera da solista

#### Cantautore
Quasi immediatamente dopo lo scioglimento dei 45s, Aqualung pubblicò il suo singolo di debutto, Strange and Beautiful (I'll Put a Spell on You), che guadagnò una discreta popolarità quando venne scelto come colonna sonora dello spot televisivo per il Volkswagen Maggiolino. Il singolo fu pubblicato dalla B-Unique Records nel settembre del 2002 e raggiunse la 7ª posizione nella Official Singles Chart. Successivamente pubblicò con la medesima etichetta l'album eponimo Aqualung, che raggiunse la 15ª posizione nella Official Albums Chart ed ottenne lo status di disco d'oro prima della fine dell'anno. Il secondo singolo estratto dall'album, Good Times Gonna Come, fu pubblicato il 2 dicembre 2002. Venne incluso nella colonna sonora del telefilm britannico Skins e raggiunse la 71ª posizione nella UK Singles Chart. L'anno seguente Aqualung pubblicò l'album Still Life, contenente uno fra i brani tuttora più noti dell'artista: Brighter Than Sunshine.

## Discografia

### Album in studio
- 2002 - Aqualung (B-Unique)
- 2003 - Still Life (B-Unique)
- 2007 - Memory Man (Columbia)
- 2008 - Words and Music (Verve Forecast)
- 2010 - Magnetic North (Verve Forecast)

### Raccolte
- 2005 - Strange and Beautiful (Columbia)

### EP
- 2003 - If I Fall/Live at the Scala (B-Unique)

### Singoli
- 2002 - Strange and Beautiful (I'll Put a Spell on You) (B-Unique)
- 2002 - Good Times Gonna Come (B-Unique)
- 2003 - Brighter Than Sunshine (B-Unique)
- 2003 - If I Fall (B-Unique)
- 2003 - Baby Goodbye (Warner Music)
- 2004 - Easier to Lie (B-Unique)
- 2007 - Cinderella (Sony BMG, Epic)
- 2007 - Pressure Suit (Sony BMG)
- 2008 - On My Knees (Verve)
- 2010 - Fingertip (Verve)
- 2010 - Remember Us (Verve) - feat. Sara Bareilles